# Vildbjerg Station
Vildbjerg Station er en dansk jernbanestation i stationsbyen Vildbjerg i Vestjylland.

## Historie
I 1904 kom jernbanen Herning-Holstebro efter en hård kamp til byen. Oprindelig var planen, at den skulle have været over Skibbild  og Sinding, men den daværende sognerådsformand Niels Mouritsen ville det anderledes, og efter flere rejser til København fik han ændret linjeføringen. Derfor har man syd for Vildbjerg en af Danmarks skarpeste jernbanekurver.
Anlæggelsen kostede Vildbjerg – Nøvling – Timring kommune 20.500 kr. at betale over 15 år. Det ville Timring ikke være med til og forlod i 1906 fællesskabet for at blive selvstændig. Ved den lejlighed sagde den nyvalgte sognerådsformand i Timring, at om 50 år ville der ikke ryge skorstene i Vildbjerg. Underforstået, at byen ville være ”død”, og Timring den store by. Han fik delvis ret. For i 1953 fik Vildbjerg fjernvarme.

## Betjening
Stationen betjenes primært af Arriva, der har vundet et udbud af togdriften på strækningen fra den 13. december 2020 til 9. december 2028 med mulighed for to års forlængelse.. Vejle-Struer-strækningen har dog også fire afgange dagligt til København, som køres af DSB.
Vildbjerg Station har to nabostationer. Nordpå ligger Aulum Station, som også er en krydsningsstation. Sydpå ligger Gødstrup Station ved Regionshospitalet Gødstrup.